# Mylothris rueppellii
Mylothris rueppellii is een vlindersoort uit de familie van de Pieridae (witjes), onderfamilie Pierinae.
Mylothris rueppellii werd in 1865 beschreven door Koch.